# Pseudomicrocara montivagans
Pseudomicrocara montivagans es una especie de coleóptero de la familia Scirtidae.

## Distribución geográfica
Habita en Australia.